# Doxy.me
A Doxy.me é uma plataforma em nuvem que oferece todo o mecanismo de comunicação (chat, áudio e vídeo) pelo navegador web, sendo acessível via desktop, notebook, celular e outros dispositivos que executam em um navegador moderno, como o Google Chrome.
A plataforma é completa, obedecendo várias diretrizes e protocolos como HIPAA, GDPR, PHIPA/PIPEDA e HITECH. É voltada tanto para pacientes quanto para profissionais da área da saúde, abrangendo inclusive clínicas.
São oferecidos diversos planos e preços, e todos se diferem na oferta de recursos e não pelo tempo de uso. O plano gratuito oferece o básico em vídeo de baixa definição. O padrão de segurança é de criptografia é de 128 bits e nenhuma informação do usuário é armazenada.